# Proctolaelaps bickleyi
A Proctolaelaps bickleyi ragadozó atkafaj (Acari) a nyűgatkák (Parasitiformes) alosztályának Ascidae családjában. A faj természetes ellensége a kókuszdió ültetvények legjelentősebb kártevőjének, az Aceria guerreronis atkafajnak. Magyarországról 2012-ben írták le.
A fajt szintén megfigyelték az amerikai kukoricabogár (Diabrotica virgifera virgifera) imágóin, melyekre valószínűleg helyváltoztatás céljából kapaszkodik fel. Izolált tenyészetekben a kukoricabogarakra települő nagy mennyiségű atka jelentős hatással van az egyedek vitalitására, az élettartamuk mintegy negyedével csökken. Ennek ellenére szabadföldi körülmények között csekély mértékű kapcsolat van a két faj között, az atka nincs jelentős hatással a kukoricabogár élettevékenységére, ennek alapján a két faj közötti laza ökológiai kapcsolatot forézisnek, azaz vitetésnek tekinthetjük.